# Partido de Brandsen
Partido de Brandsen är en kommun i Argentina.   Den ligger i provinsen Buenos Aires, i den centrala delen av landet, 70 km söder om huvudstaden Buenos Aires. Antalet invånare är 22 515.
Trakten runt Partido de Brandsen består till största delen av jordbruksmark. Runt Partido de Brandsen är det ganska glesbefolkat, med 22 invånare per kvadratkilometer.